# روب غوردون
روب غوردون هو لاعب هوكي الجليد كندي، ولد في 13 يناير 1976.

## وصلات خارجية
- روب غوردون على موقع دوري الهوكي الوطني (الإنجليزية)
- روب غوردون على موقع EliteProspects.com (الإنجليزية)
- روب غوردون على موقع HockeyDB.com (الإنجليزية)
- روب غوردون على موقع Hockey-Reference.com (الإنجليزية)